# Otto von Below
Otto von Below, pruski general, * 18. januar 1857, Danzig (Gdańsk), Vzhodna Prusija, † 15. marec 1944, Danzig (Gdańsk).
Med prvo svetovno vojno je bil komandant v bitkah pri Gambinnenu in Tannenbergu leta 1914 in drugi bitki pri Mazurskih jezerih februarja 1915. Bojeval se je v Makedoniji (1916) in na Soški fronti, kjer je leta 1917 pri Kobaridu prebil italijanske položaje in prisilil Italijane na umik na reko Piave. Leta 1918 je poveljeval 17. armadi na zahodni fronti, leta 1919 pa se je upokojil. Bil je eden najboljših nemških visokih oficirjev, ki je 7. novembra 1914 postal najmlajši general, ki je kdaj poveljeval armadi.

## Življenjepis

### Obdobje pred prvo svetovno vojno
V vojsko je vstopil leta 1875. Po treh letih šolanja na vojni akademiji je leta 1889 začel službovati v glavnem štabu s činom stotnika.  Leta 1897 je postal komandant bataljona, leta 1905 pa s činom polkovnika komandant 19. pehotnega polka.  Leta 1910 je postal general major in komandant 43. pehotna brigade. Leta 1912 je napredoval v divizijskega generala in prevzel poveljstvo 2. divizije, ki je bila nastanjena v Istergurgu v Vzhodni Prusiji. 2. avgusta 1914, ko se je Julijska kriza sprevrgla v prvo svetovno vojno, je postal komandant  1. rezervnega korpusa.

### Prva svetovna vojna
Na začetku prve svetovne vojne so Rusi na dveh frontah globoko prodrli v Vzhodno Prusijo. 1. armada pod poveljstvom generala Rennenkampfa je napadla z vzhoda, 2. armada pod poveljstvom generala Samsonova pa preko poljskega ozemlja z juga. Med obema ruskima armadama so bila Mazurska jezera.  Nemci so se odločili, da bodo napadli tisto armado, ki bo prva prišla v doseg njihove vojske. Prvi cilj njihovega napada je postala 1. armada, proti kateri so poslali tri korpuse. 
Vojski sta se spopadli 18. in 19. avgusta 1914 v bitki pri Gumbinnenu, v kateri je bil Belowov 1. rezervni korpus na desnem krilu nemške armade. V prvi fazi bitke je Bellow prisilil rusko levo krilo k umiku, zaradi umika osrednjega dela nemške fronte pa se je morala celotna nemška armada umakniti. Po bitki je nemški poveljnik v Vzhodni Prusiji, general Prittwitz, vojsko umaknil na Vislo, istočasno pa se je začel pripravljati na bitko z rusko 2. armado. 
Sredi avgusta je bil na južni pruski meji samo 20. korpus nemške vojske. Trije korpusi, ki so se bojevali pri Gumbinnenu, so se umaknili proti zahodu in se prerazporedili. Generala Prittwitza je zamenjal general Hindenburg, ki je imel poleg generala Ludendorffa največ zaslug za zmago v naslednji bitki pri Tannenbergu 26.-31. avgusta 1914. V bitki, v kateri je sodeloval tudi Below, so Nemci rusko 2. armado obkolili in zajeli kakšnih 120.000 ujetnikov. 
Nemci so se nato obrnili proti severu in v prvi bitki pri Mazurskih jezerih 9.-14. septembra 1914 ponovno porazili rusko 1. armado. Zmaga ni bila tako dramatična kot tista pri Tannenbergu, poraz dveh ruskih armad v samo dveh tednih pa je pomenil konec neposredne ruske nevarnosti v Vzhodni Prusiji. Below je za svoje zasluge v teh bitkah napredoval v pehotnega generala. 
Avstrijska vojska na vzhodni fronti ni bila tako uspešna. Po neuspešnih bitkah pri Lembergu od 23. avgusta-12. septembra 1914 se je morala umakniti na Karpate in Nemci so bili prisiljeni, da ji pridejo na pomoč. Iz Vzhodne Prusije so v Šlezijo poslali nekaj vojaških enot in od tam dvakrat napadli Poljsko. Below je tačas ostal v Prusiji, kjer je odbijal ruske protinapade. 
7. novembra 1914 je Below postal poveljnik  8. armade. Nemci in Avstrijci so skovali ambiciozen načrt, da bodo združeno napadli Rusijo: Nemci iz Vzhodne Prusije, Avstrijci pa s Karpatov. Klešče naj bi se sklenile v Varšavi. Zaradi neuspešnega avstrijskega napada je celoten načrt propadel, napad iz Vzhodne Prusije pa se je razvil v drugo bitko pri Mazurskih jezerih, v kateri so zmagali Nemci. Below je s svojo 8. armado popolnoma uničil rusko 10. armado general Sieversa in zajel 100.000 vojakov. Za bleščečo zmago je dobil pruski red Pour le mérite.
Do odločilne bitke na Pojskem je prišlo pri Gorlice-Tarnowu 2.-10. maja 1915. Napad sta ukazala Hindenburg in Ludendorff, vendar v njem nista neposredno sodelovala. 27. aprila 1915 so tri nemške konjeniške in tri pehotne divizije napadle Kurlandijo in Litvo in ogrozile rusko železniško progo Varšava-St. Petersburg. Rusi so bili prisiljeni odgovoriti na nemški napad in boji so se začeli stopnjevati. 26. maja 1915 je bil Below imenovan za komandanta novoustanovljene armade Niemen, ki je počasi prodirala proti vzhodu, dokler ni sredi avgusta dosegla črte Kovno-Riga. Rusi so se konec septembra prenehali umikati iz Poljske in vzpostavila se je nova fronta, ki je potekala od Rige proti jugovzhodu, potem pa je zavila proti jugu do romunske meje.
Below se je decembra vrnil v 8. armado, ki je bila na drugi frontni liniji in v relativnem zatišju, dokler se ni leta 1916 na jugu začela ruska ofenziva. 
10. oktobra 1916 je bil premeščen na Balkan. 27. avgusta 1916 je namreč Romunija napovedala vojno Centralnim silam, čemur  je sledil takojšnji napad generala von Mackensena iz Bolgarije. Centralnim silam je kljub njegovi zmagi grozil napad iz Soluna, kjer je bila že od leta 1915 zbrana angleška in francoska vojska. Below je prevzel poveljstvo armadne skupine  (Heeresgrupper) Below, ki sta jo sestavljali 11. nemška in 1. bolgarska armada. Pri Manastiru je skoraj do konca novembra zadrževal zavezniško vojsko, potem pa se je moral umakniti. Medtem so Nemci skorajda zasedli Bukarešto. Below je še naprej uspešno branil južni bok nemške armade, dokler ga niso marca 1917 že drugič premestili.
Tokrat so ga prestavili na zahodno fronto. 22. aprila 1917 je bil imenovan za komandanta 6. armade, ki je imela položaje v bližini Arrasa. Zamenjal je generala von Falkenhausena, ki je poveljeval armadi, ko so Kanadčani prvi dan druge  bitke pri Arrasu 9. aprila 1917 zasedli greben Vimy.  Bitka se je nadaljevala do maja, vendar ne s tako silovitostjo. Junija so Britanci svojo pozornost preusmerili  proti severu na Flandrijo in se začeli pripravljati na tretjo bitko pri Ypresu.
9. septembra 1917 so Belowa že trejič premestili. Tokrat je postal komandant avstro-ogrske 14. armade na italijanski fronti. 24. oktobra je bila njegova armada konica napada pri Kobaridu, ki se je končal s prebojem Soške fronte in umikom Italijanov na reko Piave. 
Na začetku leta 1918 so Belowa četrtič, tokrat zadnjič, premestili. 1. februarja 1918 so ga imenovali za komandanta 17. armade, ki je branila odsek fronte med Arrasom in Cambraijem. Njegova armada je sodelovala  v drugi bitki na Sommi od marca  do [[4. april]a] 1918, ki je bila prva v nizu Ludendorffovih ofenziv leta 1918. Below je imel nalogo, da napade britanske obrambne položaje okrog Arrasa. Britanska obramba je bila prav na tem delu fronte najmočnjejša, zato so bili njegovi uspehi bolj skromni. 
8. avgusta je sledil britanski protinapad, ki je zlomil nemške linije južno od Belowovih položajev. V britanskih napadih konec avgusta 1918 (bitka pri Bapaumu) so bili njegovi položaji na severnem robu napadenega področja, zato se je moral umakniti na Siegfriedovo linijo, potem pa še naprej od Cambraija (bitka za Cambrai-St. Quentin). Belowa so 12. oktobra premestili v 1. armado, ki je še vedno branila del Hindemburgove linije na reki Aisne.
8. novembra 1918, ko so pogajanja o premirju že potekala, je napredoval v komandanta Domovinske obrambe zahod v Kasslu, ki se je pripravljala na morebitno invazijo zaveznikov, če mirovna pogajanja ne bi uspela.

### Obdobje po prvi svetovni vojni
Od januarja do junija 1919 je bil Otto von Below komandant 17. korpusa v Danzigu (današnji Gdansk na Poljskem), potem pa so ga zaradi protesta proti določilom Versaillske pogodbe odpustili iz vojske ali pa je sam odstopil. 
Umrl je 9. marca 1944 v Danzigu.